# Stane Kavčič
Stane Kavčič (ur. 30 października 1919 w Lublanie, zm. 27 marca 1987 tamże) – słoweński i jugosłowiański polityk, premier Słowenii.

## Życiorys
W trakcie II wojny światowej był uczestnikiem antyfaszystowskiego ruchu oporu. Był także sekretarzem lokalnego słoweńskiego komitetu młodzieżówki komunistycznej (SKOJ).
Po zakończeniu wojny był sekretarzem organizacyjnym KC Związku Komunistów Słowenii i członkiem jego komitetu wykonawczego. Należał także do KC Związku Komunistów Jugosławii. Był premierem Słowenii jako przewodniczący Rady Wykonawczej
Socjalistycznej Republiki Słowenii.
Był zwolennikiem liberalizacji gospodarczej i zreformowania systemu gospodarczego kraju. W związku z tym w listopadzie 1972 został zmuszony do rezygnacji z pełnionych funkcji publicznych. W 1988 roku wydano pośmiertnie jego wspomnienia – „Dnevnik in pomini”.